# Джейдън Санчо
Джейдън Санчо (на английски: Jadon Sancho) е английски футболист, играещ като полузащитник и крило.

## Клубна кариера
Юноша е на Уотфорд, а през 2015 г. преминава в Манчестър Сити. За „гражданите“ така и не записва мач за първия отбор, след като не му е гарантирано място в състава.. През лятото на 2017 г. решава да напусне „Сити“ и преминава в Борусия Дортмунд за сумата от 8 милиона паунда. На 21 април 2018 г. вкарва първия си гол за „Борусия“, който идва във вратата на Байер Леверкузен.
На 01 юли 2021 г. Джейдън Санчо официално е играч на Манчестър Юнайтед. „Червените дяволи“ броиха 90 милиона евро за услугите на англичанина.
На 12 януари 2024 г. Джейдън Санчо се завръща в Борусия Дортмунд под наем до края на сезон 2023/24.

## Национален отбор
Има мачове за юношеските национални отбори до 16, 17 и 19 години. През 2017 г. става световен шампион за юноши до 17 г. и сребърен медалист от европейското първенство същата година. Избран е за играч на турнира на шампионата на Европа.
На 4 октомври 2018 г. за първи път е повикан в мъжкия национален отбор на Англия, като дебютира в среща с Хърватия в турнира Лига на нациите.

## Успехи

### Манчестър Юнайтед
- Купа на лигата: 2023

### Борусия Дортмунд
- Купа на Германия: 2021

### Челси
- Лига на конференциите: 2025